# Sinornis
Sinornis is een geslacht van uitgestorven vogels behorende tot de Enantiornithes. De enige benoemde soort is Sinornis santensis. Meerdere exemplaren ervan werden gevonden in de Jiufotangformatie in Liaoning, China. Volgens Swisher e.a. leefde het dier op de grens tussen het Aptien en het Albien (tussen de 110 en 120 miljoen jaar geleden). Er is discussie of Cathayornis een jonger synoniem is van Sinornis.

## Vondst en naamgeving
Tegen 1990 begonnen boeren in Liaoning massaal en illegaal fossielen op te graven. Een vogelfossiel, vermoedelijk in 1987 gevonden bij Meileyingzi, nabij Shengli in de prefectuur Chaoyang, vond zijn weg naar het IVPP in Beijing en werd in 1992 door Paul Sereno en Rao Chenggang in Science benoemd en beschreven als de typesoort Sinornis santensis. De geslachtsnaam is een combinatie van het Latijn Sinae, 'Chinezen', en het Oudgrieks ὄρνις, ornis, 'vogel'. De soortaanduiding verwijst naar de herkomst bij Santa, 'Drie Tempels', een oude naam voor Chaoyang.
Het holotype BPV 538a+b is gevonden in een laag van de Jiufotangformatie die in 1992 nog gedacht werd te stammen uit het Valanginien maar volgens later onderzoek jonger is, Aptien-Albien. Het bestaat uit een gedeeltelijk skelet met schedel, samengedrukt tussen twee platen. Veel botten zijn slechts als afdrukken aanwezig.
In 2002 stelde Sereno dat Cathayornis, iets later in 1992 benoemd en uit dezelfde lagen afkomstig, slechts een jonger synoniem was van Sinornis. Dit zou betekenen dat een zeer groot aantal vogelfossielen aan Sinornis zou moeten worden toegewezen. In veel literatuur werd deze gelijkstelling aanvaard. In 2010 echter concludeerde Jingmai Kathleen O'Connor dat het toch om aparte taxa ging.

## Beschrijving
Sereno vergeleek in 1992 de grootte van Sinornis met een mus. In die tijd waren er nog maar weinig Enantiornithes bekend. Door de foute datering in het Valanginien, zo'n 135 miljoen jaar oud, werd Sereno verleid Sinornis als de op een na oudste vogel te presenteren als een unieke overgangsvorm tussen Archaeopteryx en moderne vogels. Sinornis zou dan ook duiden op een zeer snelle evolutie want Archaeopteryx, die 150 miljoen jaar geleden leefde, was nauwelijks te onderscheiden van andere kleine roofsauriërs van zijn tijd, terwijl Sinornis sterk op een moderne vogel moet hebben geleken. Dat moderne vogelmodel zou zich dan al in tien à vijftien miljoen jaar ontwikkeld hebben. Natuurlijk moest Sinornis als tussenvorm ook iets 'primitiefs' hebben en Sereno beklemtoonde dan ook verschillende basale kenmerken, zoals een flexibele pols, onvergroeide eerste en tweede vinger voorzien van grote klauwen, tanden, buikribben en een onvergroeid bekken met naar beneden gerichte schaambeenderen die nog waren voorzien van een "voet". Moderner daarentegen waren het grote borstbeen, de korte eerste vinger, de grijpende eerste teen en de tot een pygostyle verkorte staart die het zwaartepunt naar voren bracht. Zonder de vermeende speciale status was het ook nooit tot een publicatie in het gerenommeerde Science gekomen. Sereno wist de vondst een ruime publiciteit te geven. Er verscheen zelfs een artikel over in Time.
Naar moderne inzichten is Sinornis echter niet zo bijzonder. Er zijn sindsdien tientallen Enantiornithes uit China benoemd, vaak bekend van veel beter materiaal. De nieuwe datering wijst erop dat Sinornis misschien wel een veertig miljoen jaar na Archaeopteryx leefde en dus geen aanwijzing was voor een bijzonder snelle evolutionaire ontwikkeling. Hij staat ook in bouw niet echt tussen Archaeopteryx en moderne vogels in maar is in veel opzichten al modern. Daarbij bleken de Enantiornithes een zeer grote groep te zijn geweest, de meest talrijke vogelklade uit het Krijt, en een geheel eigen ontwikkeling te hebben doorgemaakt die dus niet naar de moderne vogels voert.
Sereno gaf in 1992 als onderscheidende kenmerken een sabelvormig zitbeen en de sterk gekromde voetklauwen. Dit zijn echter kenmerken waarvan later duidelijk werd dat ze door veel Enantiornithes gedeeld worden. De studie uit 2010 wist althans kenmerken vast te stellen waarin Sinornis zich van Cathayornis onderscheidde. Sommige daarvan waren echter ook weer niet uniek. Een studie uit 2015 wist sommige kenmerken te bevestigen. Het eerste kootje van de derde vinger is langer dan het eerste kootje van de tweede vinger. De tweede handklauw is groter dan de derde handklauw. Het ulnare in de pols is driehoekig met een diepe incisura intermetacarpalis, een groeve die het mogelijk maakte de vleugel in te klappen. Bij darmbeen is het achterblad sterk naar beneden gebogen.

## Fylogenie
Sereno gaf in 1992 geen enkele speciale verwantschap voor Sinornis aan, buiten dat het een vogel was. Hij gaf dus geen 'familie' op zoals gebruikelijk. Nog steeds wordt Sinornis wat dit aangaat als incertae sedis geplaatst. Sinornis behoort per definitie tot de Euenantiornithes.

## Levenswijze
Volgens Sereno was Sinornis een boombewoner, gezien zijn naar achteren gedraaide eerste teen waarmee een tak kon worden gegrepen. Volgens Sereno kon Sinornis zelf de boom in vliegen en had dus kennelijk een goed vermogen om op te stijgen. Daarop zou ook het brede borstbeen wijzen als verankering van sterke vliegspieren. De korte staart zou het zwaartepunt naar voren gebracht hebben. Ten opzichte van Archaeopteryx zou de belangrijkste voortbewegingscapaciteit zich dus verplaatst hebben van de achterpoten naar de vleugels. De pols toonde door een gegroefd polsbotje, het ulnare, een goed vermogen de vleugel in te klappen. Het pygostyle wees op het bezit van een staartwaaier die de manoeuvreerbaarheid zou hebben verhoogd. De inklapbare vleugel is echter al bekend van veel basalere Maniraptora. Daarbij is het maar de vraag of de Enantiornithes een staartwaaier bezaten. Volgens sommige onderzoekers is het pygostyle bij deze groep de verankering voor twee lange lintveren.